# 伊夫·德拉库尔
伊夫·德拉库尔（法語：Yves Delacour，1930年3月15日—2014年3月14日），法国男子赛艇运动员。他曾代表法国参加1956年夏季奥林匹克运动会赛艇比赛，获得男子四人单桨无舵手铜牌。